# Салчуа Ноуа (Тимиш)
Салчуа Ноуа (рум. Sălciua Nouă) насеље је у Румунији у округу Тимиш у општини Пишкија. Oпштина се налази на надморској висини од 177 m.

## Становништво
Према подацима из 2002. године у насељу је живело 41 становника, од којих су сви румунске националности.